# Trafiksignal
Trafiksignal eller trafiklys er de mest almindelige betegnelser for udstyret i et lysreguleret vejkryds.
Signalet hænger over kørebanen eller står i vejsiden og på eventuelle midterheller, og er opbygget således:
- Biler: top rød, midt gul, bund grøn
- Fodgængere: Top rød, bund grøn
- Busser: Normalt kun for enden af busbane eller fra stoppested. (evt. top S), hvide bjælker: midt tværstreg, bund lodret eller skrå streg angiver køreretning.
- Cyklister: som biler, blot mindre og med blåt/hvidt cykelsymbol over det røde lys.

- Rød (for busser, S) betyder stop og vent.
- Rød/gul (for busser tværstreg) betyder gør klar til at fortsætte.
- Grøn (for busser lodret eller skrå) betyder kør / gå.
- Gul betyder stop hvis du kan nå det før stoplinjen, og ryd krydset

Som regel skiftes to tværgående trafikretninger til at have grønt lys, men i særligt trafikerede kryds suppleres med pile, der angiver, at man f.eks. godt må svinge til højre selvom ligeud og til venstre skal holde stille. Andre kombinationer forekommer.
Fodgængersignaler er indrettet således, at "Hvis man er normalt gående skal man kunne nå over fodgængerfeltet på den tid, der går fra signalet skifter til rødt til den tværgående færdsel får grønt".
I Odense har mange af fodgængernes trafiklys to røde signaler. De er dog under langsom udskiftning til elektroniske udgaver med kun ét rødt signal. Årsagen til de to røde signaler var et par alvorlige ulykker forårsaget af, at fodgængernes røde lys ikke virkede, hvorfor man besluttede at det røde signal skulle have redundans.
I København er man visse steder gået den anden vej. Dog erstattes disse lys også her af lys med lysdiodepærer, der stadig vil lyse rødt, selvom enkelte dioder går i stykker. Visse steder suppleres som forsøg med sekundtæller, der viser, hvor længe signalet holder nuværende farve.

## Historie
Før trafiklyset blev introduceret var det færdselspolitiet, der kontrollerede trafikken. Et veldokumenteret eksempel er på London Bridge i 1722.:3  Tre mand fik opgaven med at styre trafikken der bevægede sig ind og ud af enten London eller Southwark. Hver betjent kunne enten hjælpe med at dirigere trafikken, der kom ud fra Southwark og ind i London, og sørge for at trafikken holdt sig på veststiden af broen. En anden betjent ville dirigere trafikken fra østenden af broen og sørge for, at folk der forlod London mod Southwark gjorde det i den rigtige side.
Den 9. december 1868, blev det første ikke-elektrisk gasoplyste trafiklys opsat uden for Houses of Parliament i London for at kontrollere trafikken på Bridge Street, Great George Street og Parliament Street. De blev foreslået af jernbaneingeniør J. P. Knight fra Nottingham, der havde taget ideen fra sit design af jernbanesignaler og konstrueret af jernbanesignal-ingeniørerne Saxby & Farmer. Hovedårsagen til at trafiklyset blev opsat var, at der var en overflod af hestetrukne vogne over Westminster Bridge, hvilket tvang tusindvis af fodgængere til at gå langs Houses of Parliament. Designet kombinerer tre semafor-arme med røde og grønne gaslamper til nattebrug, monteret på en pæl og styret af en politibetjent. Gaslanterne blev manuelt tændt af en færdselsbetjent med en stav for foden, så den rigtige farve lys var vendt mod trafikken. trafiklyset var omkring 6,7 m højt. Lyset blev kaldt semaforen, og det havde arme, der kunne gå ud horisontalt og giver førere af vogne besked om at stoppe ("Stop"), og herefter ville armen blive sænket til 45 grader for at give dem besked på at udvide agtpågivenhed ("Caution"). Om natten ville det røde lyse give besked om at stoppe ("Stop"), mens det grønne betød "Caution".
Selvom det siges at have været succesfuldt til at styre trafikken, så var dette trafiklys kun i brug i en kort periode. Det eksploderede den 2. januar 1869, som et resultat af et læk i en af gasslangerne i fortovet hvilket sårede politimanden der styrede det.
I de første to årtier af 1900-tallet blev semafor-trafiksignaler som det i London brugt overalt i USA, hvor hver havde deres eget design til at give besked om at stoppe. Et eksempel fra Toledo i Ohio fra 1908, hvor ordene "Stop" og "Go" ("kør") blev skrevet i hvidt på en grøn baggrund, og lysene havde røde og grønne linser, der blev oplyst af kerosenlamper om natten, og armene var 2,4 m over jorden.:22  Det blev styret af en færdselsbetjent, der blæste i en fløjte før han ændrede signalet, for at gøre trafikanter opmærksomme på ændringen. Desigent blev også brugt i Philadelphia og Detroit.:23  Eksemplet i Ohia var første gang at man i USA forsøgte sig med en synlig form for trafikregulering, der udviklede brugen af semafore. Aggregatet der blev brugt i Ohio, havde et design baseret på det, som blev brugt på jernbanesignaler.
I 1912 blev et trafikreguleringsapparat opsat i et tårn i Paris ved Rue Montmartre og Grande Boulevard. Dette trafiklys blev betjent af en politikvinde, og hun styrede en firesiddet metalkasse på toppen af en glasbeholder, hvor ordet "Stop" var malet i rød, og ordet "kør" var malet i hvid.:33 
Et elektrisk trafiklys blev udviklet i 1912 af Lester Wire, der var politimand Salt Lake City, Utah, og han brugte også rød-grønne lyse. Den 5. august 1914 installerede American Traffic Signal Company trafiklyset på hjørnet mellem East 105th Street og Euclid Avenue i Cleveland, Ohio.:27–28  Det havde to farver, rød og grøn, og en summe-lyd baseret på et design af James Hoge, for give melding om en ændring i lyssignalet. Designet af Hoge gjorde det muligt for politi- og brandstationer at styre trafiklyset i tilfælde af brand eller lignende. Den første fire-vejs, trefarvede trafiklys blev skabt af politibetjent William Potts i Detroit, Michigan i 1920. Ashville, Ohio hævder at være hjemsted for det ældste fungerende trafiklys i USA brugt i et vejkryds med offentlige veje mellem 1932 og 1982, hvor det blev flyttet til et lokalt museum. Der findes mange historiske billede af trafiklys på siden for Traffic Signal Trivia.
Lystårnet var den første innovation, der anvendte det trefarvede trafiklys, og det optrådte første gang i City of Detroit, hvor det første tre-farverede trafiklys blev bygget i et vejkryds mellem de to gader Michigan og Woodward Avenues i 1920. Manden bag dette trafiklys var William Potts fra Detroit. Han var bekymret for, hvordan politibetjente ved fire trafiklys ikke kunne ændre lyset i dem alle på samme tid. Svaret var et tredje lyser, der fik en rav-farve, som var den samme farve, er blev brugt på jernbanen.:93  Potts placerede også en timer i trafiklyset, for at hjælpe med at koordinere lysene i byen. Lyskurven brugte snart en lysmast til at kontrollere trafikken, og årsagen til, at lyskurven dette sted, at det var det af de travleste kryds i verden, idet omkring 20.000 biler passerede dagligt.:35 
Los Angeles installerede det første automatiserede trafiklys i oktober 1920 på fem steder på Broadway. Disse tidligere trafiksignaler blev produceret af Acme Traffic Signal Co., og parrede "Stop"- og "Go"-semaforarme med små røde og grønne lys. Klokker spillede rollen som nutidens gule lys, og de ringede når lyset skiftede, hvilket var en proces som tog 5 sekunder. I 1923 havde byen installeret 31 trafiksignaler fra Acme. Acmes semafor-trafiksignaler blev ofte anvendt i Warner Bros. Looney Tunes og Merrie Melodies-tegnefilm som følge af deres komiske effekt som kom med den højlydte klokke.
Det første sammenkoblede trafiklys blev installeret i Salt Lake City i 1917, med seks sammenkoblede vejkryds, der blev kontrolleret samtidig via en manuel kontakt.:32  Der blev introduceret manuelle sammenkoblede trafiklys i Houston, Texas i marts 1922.
I 1922 var lyskurve begyndt at blive kontrolleret af automatiske timere. Det første firma, som begyndte at installere timere i deres trafiklys, var Crouse Hinds. De byggede jernbanesignaler, og de var den første virksomhed, der installerede timere i trafiklys i Houston, som var deres hjemby.:385  Den primære fordel ved brugen af timere var, at de sparede byerne penge, idet det kunne erstatte færdselsbetjente. New York kunne omplacere alle på nær 500 af byens 6.000 færdselsbetjente, hvilket sparede byen for $12.500.000.:385 
Efter at have oplevet en hændelse med en bil og en hestetrukken vogn indsendte den afrikansk-amerikanske opfinder Garrett Morgan et patent på et trafiklys. Patent No. 1.475.024 blev givet den 20. november 1923 for Morgans tredelte trafiklys.
det første trafiklys i Storbritannien blev sat i produktion på Piccadilly Circus i 1926. Wolverhampton var den første britiske by, der introducerede automatiserede trafiklys i 1927 på Princes Square i krydset mellem Lichfield Street og Princess Street.
Melbourne var den første by i Australien, der installeret et trafiklys, hvilket skete i 1928 i krydset mellem Collins og Swanston Street.
Tolv-lyssystemet blev ikke tilgængeligt før 1928, og en anden funktioner ved trafiklyset var, at der blev placeret poser over lyset, og at hver linse blev sandblæst for at øge synligheden i dagtimerne.:383 
Både tårnet og semaforerne blev udfaset i 1930. Tårnene var for store og var i vejen for trafikken, mens semaforerne var for små, således at bilister ikke kunne se dem om navn.:382 
Det første trafiklys i Sydindien blev installeret ved Egmore Junction, Chennai i 1953. Byen Bangalore installerede man det første trafiklys ved Corporation Circle i 1963.
Kontrollen af trafiklys oplevede en stor udvikling med udbredelsen af computere i USA i 1950'erne. Med computerne blev Crosby's flow endnu hurtigere, takket være computergenereret overvågning. En trykfølsom plade blev placeret i krydsene således, at computerne fik signal, når den bil holdt for rødt lys.:135  En del af denne detektion inkluderede at kende antallet af ventende biler ved det røde lys, og den tid som den første bil, som holdt ofr rødt, havde ventet.:141  Et af de bedste historiske eksempler på computerbaseret kontrol af trafiklys var i Denver i 1952. En computer overtog kontrollen af 120 trafiklys med seks trykfølsomme plader, der kunne måle den indad- og udadgående trafik i byen. Systemet blev placeret i den centrale erhvervsdistrikt, hvor der var mest trafik mellem centrum af byen og den nord- og nordøstlige dele. Kontrolrummet indeholdt computeren, der styrede systemerne, og det lå i en kælder i City and County Building.:141  I takt med at computerne begyndte at udvikle sig, blev trafikreguleringen også forbedret. I 1967 blev Toronto den første by, der begyndte at bruge avancerede computere, der var bedre til at detekterer biler.:141  Takket være nye og bedre computerbaseret flow-beregninger kunne trafikken bevæge sig hurtigere igennem byen. Computerne styrede kontrollen af over 159 signaler i byerne via telefonledninger. Folk roste computerne for deres evne til at detektere trafikken. Takket være denne teknologi blev længden på det grønne lys baseret på antallet af de ventende biler.:143  Udbredelsen af computere til at lave trafikmodeller bruges i stor udstrækning i 2000-tallet.
Nedtællingsure blev introduceret i 1990'erne i trafiklys over en stor del af verden. Disse er brugbare for fodgængere, så de lettere kan afgøre, om der er tid for dem til at gå over på den anden side, eller om de skal blive og vente, og for bilister der kan vide, hvor lang tid der går, før lyset bliver grønt igen. I USA er det i dag forbudt med nedtællingsure for bilister, men de påkrævet på nye eller opgraderede trafiksignaler til fodgængere på større veje.

## Typer og lysenes placering
Der er forskel på hvor mange lys, der i et trafiklys vender mod trafikanten. I et almindeligt trafiklys er der typisk tre lys, som i Danmark og flere andre vestlige lande er rød foroven, gul i midten og grøn forneden. Af disse er normalt ét lys tændt ad gangen, idet der dog i Danmark er tradition for at have rødt og gult tændt samtidig som signal om, at grønt lys er på vej. Derved er det normalt klart, at når gult lys er tændt alene, er næste trin rødt lys. I en del trafiklys er der på den ene eller den anden side opsat lys i form af pile, oftest blot en grøn pil, der uafhængigt af hovedlysene kan signalere om adgang til kørsel i den retning, pilen viser.

### Ét lys
Trafiksignaler med ét lys bruges i forskellige situationer:
- Blinkende rødt lys: Anvendes som stopsignal, fx ved en jernbaneoverskæring.
- Blinkende gult lys: Anvendes som advarselssignal, fx hvis der fare forude.
- Blinkende grønt lys: Anvendelsen varierer i forskellige lande.

### To lys
To lys, der er monteret ved siden af hinanden, bruges ofte til at skabe mere opmærksomhed omkring trafiksituationen, når de blinker på skift. De kan fx bruges ved jernbaneoverskæringer, hvor de blinker hvidt, når der ikke umiddelbart kommer tog, mens de skifter til at blinke rødt for at stoppe vejtrafikken, når der er tog, der nærmer sig.

### Tre lys eller flere
Det almindeligt kendte lyssignal med tre farver er i almindelighed lodret placerede med rød øverst, dernæst gul og nederst grøn. Der findes også signaler med vandret placering af lysene, og her er rækkefølgen afhængig af, i hvilken side af vejen man kører. Ved venstrekørsel er rødt lys til venstre og grønt til højre, mens det ved højrekørsel er omvendt - gult er altid i midten.
Der kan være flere lys koblet sammen med de tre standardlys. Det kan være lys specifikt for kollektiv trafik som busser og sporvogne, eller det kan være pile med lys.

### Cyklus af trafiklys
Overordnet set vil der i et lyskryds til hver en tid være være mindst én retning, der har grønt lys, og ofte vil der i et kryds med fire veje være to modsatte retninger, der har grønt lys samtidig. Visse steder er der en kort periode, hvor alle retninger har rødt lys for at sikre rydning af krydset, inden en ny retning får adgang. Der findes også trafiklys, hvor begge lys er røde, indtil en sensor registrerer trafik i en eller flere retninger. I så fald træder almindelig funktion af krydset i kraft. Denne funktion kan ofte bruges i perioder med små mængder af trafik, fx om natten. Der findes endvidere trafiksignaler, hvor al kørende trafik får rødt samtidig i en periode, hvor der så er grønt for gående, der i denne situation kan bevæge sig frit i krydset, også diagonalt. Denne situation betegnes på engelsk som "pedestrian scramble" eller "diagonal crossing".

### Trafiksignaler på vandveje og jernbaner
Der findes trafiklys med tre lys ved sluser på det øvre af Mississippifloden. Lyssignaler bruges også på jernbaner, men her er rækkefølgen omvendt med rødt forneden og grønt foroven.

## Trafiksignaler for fodgængere og cyklister
I nogle områder, som bl.a. Australien, New Zealand, Irland og Danmark er trafiksignaler til fodgængere også udstyret med lyd, således at blinde og synshæmmede også kan vide, hvornår det er sikkert at krydse vejen. De laver typisk en langsom bippe-lyd når trafiksignalet er rødt, og en hurtigere bippe-lyd når signalet er grønt. I de australske stater Queensland, New South Wales, Victoria og Western Australia, kommer lyden fra samme sted som knappen, man kan trykke på for at give signal om, at man gerne vil over. Dette system med hjælpemiddel til handikappede bruges også i mange vejkryds i canadiske byer.
I Storbritannien laver mange trafiksignaler ligeledes en hurtig bippe-lyd, for at give besked om, at det er sikkert at krydse vejen. Lyden bliver normalt slukket om natten, for ikke at genere beboere i området mens de sover.
I visse stater i USA er lignende systemer installeret, og de laver en bippe-lyd, når man trykker på en knap. Når trafiksignalet skifter farve vil en indbygget højtaler afspille en lyd, for at lade folk vide, at det er sikkert at krydse vejen. Når signalet er rødt vil denne indspilning tælle ned til signalet atter engang er grønt.
I mange lande, heriblandt New Zealand, er der også indbygget teknologi, som tillader at blinde og døve mennesker kan mærke trafiksignalet, så de ved, at det er sikkert at krydse vejen. En lille knap bliver trykket ud i bunden af boksen på trafiksignalet, når det er sikkert at gå over, og den trukket ind igen, når der er rødt. Dette gør det muligt for alle fysisk at føle sig frem til, hvornår der er grønt.

### Australien og New Zealand
I Australien og New Zealand er lyssekvensen som følger:
- Grøn mand: det er sikkert at krydse vejen
- Blinkende rød mand: fortsæt med at krydse vejen, hvis du allerede er i gang, men begynd ikke på at krydse.
- Rød mand: kryds ikke vejen.

Nogle trafiksignaler i de store byer (som Sydney, Melbourne, Brisbane og Adelaide) har nedtæller til fodgængerovergange, som normalt tæller ned fra 30, når den den blinkende røde mand kommer frem. Nogle steder i Auckland og Christchurch er der også installeret nedtæller, som tæller ned fra 15 sekunder.
Nogle signalstyrede kryds har en lyssekvens, der stopper bilister fra alle veje på samme tid, hvilket giver fodgængerne mulighed for at gå over alle vejen på samme tid, og også diagonal tværs over krydset. Dette er bl.a. installeret i Sydney CBD uden for Town Hall, samt andre steder med mange fodgængere som Redfern nær University of Sydney. Det er kendt som vrimlekryds (på engelsk pedestrian scramble) eller Barnes Dance nogle steder. I New Zealand findes denne type fodgængerovergange i de centrale erhvervsdistrikter i Auckland, Wellington og Christchurch, og tidligere også i Dunedin.
Navnet Barnes Dance kommer fra en amerikansk trafikingeniør ved navn Henry A. Barnes. Barnes hævdede ikke at have opfundet systemet, men han var en stærk fortaler for det, efter han havde set, hvordan hans datter havde problemer med at komme over vejen for at komme i skole.
Mange vejkryds i Wellington har en alternativ grøn mand. Otte kryds nær Parliament Buildings har silhuetter af suffragetten Kate Sheppard, mens fire langs Cuba Street har silhuetter drag queen og LGBT-fortaler Carmen Rupe.

### Britisk standard
I Storbritannien, Irland, de britiske Kronbesiddelser og andre territorier, samt tidligere kolonier som Hong Kong, anvendes to eller flere af de følgende lyssignaler til fodgængere:
- Grøn mand der går: det er sikkert at krydse vejen.
- Blinkende grøn mand der går: fortsæt med at krydse vejen, hvis du allerede er i gang, men begynd ikke på at krydse. Nogle signaler viser tal, der tæller nedad, i en rav-farve belysning i stedet for den grønne mand, for at give fodgængere besked om den tid, der er tilbage før lyset bliver rødt.[27]
- Rød mand der står: kryds ikke vejen.

I Storbritannien er det ikke direkte strafbart, hvis en fodgænger ikke følger trafiksignalerne, og mange signaler bruger kun to stilbilleder; en grøn mand der går og en rød mand der står. Disse sidder typisk i forbindelse med trafiksignaler som styrer trafikken for den øvrige trafik. Blinkende ravfarvet lys og billeder af fodgængere i fodgængerfelter bruges de steder, hvor man udelukkende ønsker at stoppe trafikken for at fodgængere kan passere.

### Europæisk standard
Den europæiske fremgangsmåde til trafiklys for fodgængere er normal to farver, og i sjældne tilfælde også tre og en linse med et piktogram af en fodgænger. For cyklister bruger man samme fremgangsmåde, og her bruges et piktogram af en cyklist. Der er også eksempler på linser med både fodgænger og cyklist på. De fleste europæiske lande bruger orange i stedet for gul som lyset i midten.
Lyssekvensen er
- Grøn: det er sikkert at krydse vejen.
- Gul eller orange: fortsæt med at krydse, hvis ikke det er sikkert at stoppe.
- Blinkende gul eller orange: kryds vejen under agtpågivenhed (bruges ofte hvis trafiksignalerne er ude af funktion eller lukket ned).
- Rød: kryds ikke vejen.

I Tyskland, Tjekkiet og andre centraleuropæiske lande, er det røde og orange lys tændt sammen umiddelbart inden det grønne lys tændes. Således kan trafikanter forberede sig på at sætte i gang (starte motoren eller sætte i gear). Lyssekvensen er som følger::
- Grøn: det er sikkert at krydse vejen.
- Orange: fortsæt med at krydse vejen, hvis ikke det er muligt at stoppe sikkert.
- Blinkende orange: kryds vejen under agtpågivenhed, ret dig efter skiltningen (bruges når lysene ikke virker eller er slukkede).
- Rød: kryds ikke vejen.
- Rød og orange: kryds ikke vejen, forbered dig på grønt.

Lyssignalet er sort med en piktogram med en fodgænger, som lyser op.
Ampelmännchen-signaler er blevet et nostalgisk tegn på det tidligere Østtyskland.

### Kinesisk standard
- Grøn: det er sikkert at krydse vejen.
- Rød: kryds ikke vejen.
- Gul (efter grøn og før rød): fortsæt med at krydse vejen, hvis det ikke er muligt at stoppe sikkert.
- Blinkende gul: kryds vejen med agtpågivenhed (bruges ofte i lyskryds med kun lidt trafik eller efter midnat).

## Trafiksignaler til vognbanekontrol
Nogle veje har særlige trafiksignaler, som kontrollerer hver deres vognbaner, når der er flere vognbaner på almindelige veje, på motorveje eller ved toldstationer. Disse signaler gør det muligt at styre trafikken i de enkelte vognbaner hver for sig, således at én eller flere vognbaner kan få lov at køre, mens andre ikke kan. Det fungerer typisk med grønt lys og eventuelt grønne pile, for at lade en vognbane køre, og et rødt lys eller kryds for at stoppe trafikken i en vognbane.
I USA bruges denne type trafiksignaler ofte for at kontrollere eller styre trafikflowet igennem toldstationer eller motorvejstunneler, hvor der er særlig meget trafik eller i myldretiden. Det bruges også i forbindelse med evakuering under orkaner, hvor alle signaler i en bestemt retning kan være grønne for at få trafikken til at flyde hurtigst muligt. Vognbanekontrol bruges også på motorveje ved vejestationer, for at lede traktorer og andre stor eller meget tunge køretøjer ind i de korrekte vognbaner til vejning, inspektion eller udkørsel.
I det sydøstlige USA findes der ofte en "kontinuerligt flow"-bane. Den styres af et enkelt trafiksignal, som konstant er grønt, hvilket giver et kontinuerligt flow i trafikken, uden hensyntagen til signaler i andre vognbaner eller sidegader. De har typisk restriktioner, idet køretøjer der skal dreje ind fra sidegader ikke må krydse over en dobbelt hvid linje, og det ikke er lovligt at skifte vognbane til den kontinuerlige bane fra en tilstødende bane, før disse dobbelt hvid linjer er passeret. Nogle af disse baner er beskyttet af en høj kantsten mellem den kontinuerlige vognbane og de øvrige vognbaner, gerne med gul maling eller tape, for at gøre trafikanter ekstra opmærksomme på dem. Derudover er det ikke tilladt for fodgængere at krydse vognbanen.

## Teknologi

### Optik og lys
Traditionel har man anvendt gløde- og halogenpære. Da lyset fra disse ikke er stort i forhold til inputtet, og da en enkelt fejl (filamentet brænder over) kan resultere i, at de ikke virker, er man i stor grad gået over til at anvende LED-pærer som lyskilder. Dette gælder både for installation af nye trafiklys og retrofit på eksisterende anlæg. LED bruger mindre energi, udsender mere lys, levetiden er betydeligt længere og hvis en enkel LED ryger, vil trafiklyset stadig fungere men blot med lyse mindre. Med brug af optik kan LED-lyset få samme udseende som fra gløde- og halogenpærer.
LED-lys udsender mindre varme end ældre teknologier, hvilket kan være et problem i koldere områder om vinteren. Gløde- og halogenpærer udvikler i reglen så meget varme, at eventuel sne vil smelte, men LED-trafiklys, der kun bruger en brøkdel energi, udvikler ikke nok varme til at smelte sne og is, hvorved trafiklys kan være vanskelige eller umulige at se for trafikanter. Der er derfor blevet udviklet varmelementer på linsen for at imødegå disse problemer.

### Programmerbart synlige signalers
Trafksignaler som 3M High Visibility Signal og McCain Programmable Visibility signaler anvender lys-spredningsoptikker og en fresnellinse til at skabe signaler. Lyset fra en 150 W PAR46 lampe til at styre signalligheden, således at lyset passerer to glaslinser i bagenden af signalet. Den første linse, der er en mat linse der spreder lyset så det blive en jævn stråle på omkring 12 cm i diameter. Lyset passerer derefter igennem en næsten identisk linse, kaldet en optisk begrænser, også kendt som en "programmerbar linse", der match lysstrålens bredde.
Ved brug af speciel aluminiumsfolie-baseret tape, kan disse signaler blive maskeret eller programmeret af den sidste linse, så de kun kan ses fra bestemte vinkler, og kun de vognbaner som trafiksignalet gælder for. Forrest på disse trafiksignaler sidder en fresnellinse. I USA vil de være tonet, så de lever op til Institute of Transportation Engineers' (ITE) krav om kromaticitets- og luminansstandarder. Fresnellinsen kollimerer lyset og skaber en ensartet intensitet. Denne type signaler blev udviklet af 3M i slutningen af 1960'erne, og de blev mere populære i 1970'erne, hvor den tætte trafik blev mere udbredt.
Udover at være placeret og monteret så de korrekte trafikanter kan se dem, så kan trafiksignalerne også være rettet i bestemte vinkler, have tremmer eller være overdækket, for at forhindre at de kan ses fra andre vognbaner, således at eksempelvis trafik der svinger til venstre ikke misforstår trafiklys til den tilstødende vej.
I dag bruges McCain Traffic Systems i vid udstrækning i USA. Intelight Inc. fremstiller trafiksignaler der kan programmeres med LED-lys.

### Opsætning
Der er stor forskel på, hvordan trafiklys bliver monteret og opstillet så de er synlige for trafikanter. Afhængig af stedet kan trafiklys være monteret på pæle på gadehjørner eller hænges fra horisontale pæle eller monteres på en eller flere wirer der går henover en vej. De kan også monteres på arme der går ud fra førnævnte pæle eller større trafikskilte, der går henover flere vognbaner.
- Monterede lyssignaler
- Eksempel på trafiklys monteret på en wire i Fort Worth Texas.
- Et typisk trafiklys på Ninth Avenue i New York City. Bemærk armen der er støttet med en wire, hvilket er unikt for New York City.
- Vertikalt monterede trafiklys Boston.
- Eksempel på horisontalt monteret trafiklys i Trenton, New Jersey.
- Horisontalt monterede trafiklys i Calgary, Alberta.
- En meget stor metalstruktur. Den spænder ikke alene over mange vognbaner, men da den er opstillet i Florida skal den også kunne modstår hyppige orkaner.
- Diagonal mastearm i USA.
- Trafiklys i Danmark monteret på en viadukt.